# Rika Hiraki
Rika Hiraki (Japans: 平木 理化, Hiraki Rika) (Beiroet, 6 december 1971) is een voormalig tennisspeelster uit Japan. Hiraki begon met tennis toen zij zes jaar oud was. Zij is rechtshandig en speelt met een tweehandige backhand en een tweehandige forehand. Zij was actief in het proftennis van 1991 tot en met 2003.

## Loopbaan

### Enkelspel
Hiraki debuteerde in 1987 op het ITF-toernooi van Chiba (Japan). Zij bereikte daar meteen de finale – zij verloor van landgenote Emiko Sakaguchi. In 1990 veroverde Hiraki haar enige enkelspeltitel, op het ITF-toernooi van Matsuyama (Japan), door de Australische Catherine Barclay te verslaan.
In 1988 speelde Hiraki voor het eerst op een WTA-hoofdtoernooi, op het toernooi van Taipei. Haar beste resultaat op de WTA-toernooien is het bereiken van de halve finale op het toernooi van Japan in 1991 – na zes gewonnen partijen (waarvan drie in het kwalificatietoernooi), verloor Hiraki uiteindelijk van de Belgische Sabine Appelmans.
Haar beste resultaat op de grandslamtoernooien is het bereiken van de derde ronde. Haar hoogste notering op de WTA-ranglijst is de 72e plaats, die zij bereikte in januari 1997.

### Dubbelspel
Hiraki behaalde in het dubbelspel betere resultaten dan in het enkelspel. Zij debuteerde in 1987 op het ITF-toernooi van Chiba (Japan), samen met landgenote Kawana Ishijima. Zij stond in 1989 voor het eerst in een finale, op het ITF-toernooi van Bulleen (Australië), samen met de Nieuw-Zeelandse Claudine Toleafoa – hier veroverde zij haar eerste titel, door het duo Ingelise Driehuis en Alysia May te verslaan. In totaal won zij tien ITF-titels, de laatste in 2002 in Naples (Florida).
In 1989 speelde Hiraki voor het eerst op een WTA-hoofdtoernooi, op het toernooi van Tokio, samen met de Amerikaanse Paloma Collantes. Zij bereikten er de tweede ronde. Zij stond in 1991 voor het eerst in een WTA-finale, op het toernooi van Pattaya, samen met landgenote Akemi Nishiya – zij verloren van het koppel Nana Miyagi en Suzanna Wibowo. Later dat jaar veroverde Hiraki haar eerste WTA-titel, op het toernooi van San Juan, samen met de Argentijnse Florencia Labat, door het koppel Sabine Appelmans en Camille Benjamin te verslaan. In totaal won zij zes WTA-titels, de laatste in 1997 in Surabaya, samen met de Australische Kerry-Anne Guse.
Haar beste resultaat op de grandslamtoernooien is het bereiken van de derde ronde. Haar hoogste notering op de WTA-ranglijst is de 26e plaats, die zij bereikte in oktober 1997.

#### Gemengd dubbelspel
Hiraki won in 1997 haar enige grandslamtitel, op Roland Garros, samen met Mahesh Bhupathi uit India.

### Universiade
Hiraki studeerde aan de Aoyama Gakuin Universiteit in Shibuya. Zij nam tweemaal deel aan de zomeruniversiade. Tijdens de 1993-editie in Buffalo (VS) won zij de gouden medaille in het gemengd dubbelspel en de zilveren medaille in het vrouwendubbelspel. Bij de 1995-editie in Fukuoka (Japan) won zij de gouden medaille in het vrouwendubbelspel en de zilveren medaille in het enkelspel.

### Tennis in teamverband
Hiraki vertegenwoordigde Japan driemaal (1993, 1998 en 2001) bij de Fed Cup. Zij speelde daar alleen dubbelspel-rubbers, waarin zij een winst/verlies-balans van 3–2 behaalde.

## Posities op deWTA-ranglijst
Positie per einde seizoen:
| jaar | rang enkelspel | rang dubbelspel |
| ---- | -------------- | --------------- |
| 1987 | 286            | –               |
| 1988 | 297            | 341             |
| 1989 | 189            | 144             |
| 1990 | 245            | 183             |
| 1991 | 104            | 78              |
| 1992 | 123            | 56              |
| 1993 | 134            | 101             |
| 1994 | 184            | 88              |
| 1995 | 150            | 60              |
| 1996 | 103            | 37              |
| 1997 | 91             | 30              |
| 1998 | 178            | 87              |
| 1999 | 219            | 78              |
| 2000 | 349            | 64              |
| 2001 | 344            | 94              |
| 2002 | 574            | 84              |

## Palmares
| Legenda                |
| ---------------------- |
| Grandslamtoernooi      |
| Olympische Spelen      |
| Year-End Championships |
| Tier I                 |
| Tier II                |
| Tier III               |
| Tier IV & V            |

### WTA-finaleplaatsen enkelspel
geen

### WTA-finaleplaatsen vrouwendubbelspel
| nr.              | finale     | toernooi          | ondergrond    | partner          | tegenstandsters                      | score         |         |
| ---------------- | ---------- | ----------------- | ------------- | ---------------- | ------------------------------------ | ------------- | ------- |
| gewonnen finales |            |                   |               |                  |                                      |               |         |
| 1.               | 1991-10-27 | WTA San Juan      | hardcourt     | Florencia Labat  | Sabine Appelmans Camille Benjamin    | 6-3, 6-3      | details |
| 2.               | 1992-04-12 | WTA Japan (Tokio) | hardcourt     | Amy Frazier      | Kimiko Date Stephanie Rehe           | 5-7, 7-6, 6-0 | details |
| 3.               | 1996-04-14 | WTA Jakarta       | hardcourt     | Naoko Kijimuta   | Laurence Courtois Nancy Feber        | 7-6, 7-5      | details |
| 4.               | 1997-02-23 | WTA Oklahoma      | hardcourt (i) | Nana Miyagi      | Marianne Werdel Tami Whitlinger      | 6-4, 6-1      | details |
| 5.               | 1997-04-20 | WTA Japan (Tokio) | hardcourt     | Alexia Dechaume  | Kerry-Anne Guse Corina Morariu       | 6-4, 6-2      | details |
| 6.               | 1997-09-28 | WTA Surabaya      | hardcourt     | Kerry-Anne Guse  | Maureen Drake Renata Kolbovic        | 6-1, 7-6      | details |
| verloren finales |            |                   |               |                  |                                      |               |         |
| 1.               | 1991-04-21 | WTA Pattaya       | hardcourt     | Akemi Nishiya    | Nana Miyagi Suzanna Wibowo           | 1-6, 4-6      | details |
| 2.               | 1992-04-26 | WTA Kuala Lumpur  | hardcourt (i) | Petra Langrová   | Isabelle Demongeot Natalia Medvedeva | 6-2, 4-6, 1-6 | details |
| 3.               | 1994-09-25 | WTA Nichirei      | hardcourt     | Amy Frazier      | Julie Halard Arantxa Sánchez         | 1-6, 6-0, 1-6 | details |
| 4.               | 1995-09-17 | WTA Nagoya        | tapijt (i)    | Park Sung-hee    | Kerry-Anne Guse Kristine Radford     | 4-6, 4-6      | details |
| 5.               | 1998-04-19 | WTA Japan (Tokio) | hardcourt     | Amy Frazier      | Naoko Kijimuta Nana Miyagi           | 3-6, 6-4, 4-6 | details |
| 6.               | 1998-11-22 | WTA Pattaya       | hardcourt     | Aleksandra Olsza | Els Callens Julie Halard             | 6-3, 2-6, 2-6 | details |
| 7.               | 1999-11-14 | WTA Kuala Lumpur  | hardcourt     | Yuka Yoshida     | Jelena Kostanić Tina Pisnik          | 6-3, 2-6, 4-6 | details |

### Finaleplaatsen gemengd dubbelspel
| nr.              | finale     | toernooi      | ondergrond | partner         | tegenstanders                  | score    |         |
| ---------------- | ---------- | ------------- | ---------- | --------------- | ------------------------------ | -------- | ------- |
| gewonnen finales |            |               |            |                 |                                |          |         |
| 1.               | 1997-06-08 | Roland Garros | gravel     | Mahesh Bhupathi | Lisa Raymond Patrick Galbraith | 6-4, 6-1 | details |

## Resultaten grandslamtoernooien
| Legenda | Legenda                          |
| ------- | -------------------------------- |
| g.t.    | geen toernooi gehouden           |
| l.c.    | lagere categorie                 |
| –       | niet deelgenomen                 |
| G       | uitgeschakeld in de groepsfase   |
| 1R      | uitgeschakeld in de eerste ronde |
| 2R      | uitgeschakeld in de tweede ronde |
| 3R      | uitgeschakeld in de derde ronde  |
| 4R      | uitgeschakeld in de vierde ronde |
| KF      | uitgeschakeld in de kwartfinale  |
| HF      | uitgeschakeld in de halve finale |
| F       | de finale verloren               |
| W       | het toernooi gewonnen            |
| w-v     | winst/verlies-balans             |

### Enkelspel
| Toernooi        | 1991 | 1992 | 1993 | 1994 | 1995 | 1996 | 1997 | 1998 | w-v |
| --------------- | ---- | ---- | ---- | ---- | ---- | ---- | ---- | ---- | --- |
| Australian Open | –    | 1R   | 1R   | –    | 1R   | 3R   | 3R   | 3R   | 6-6 |
| Roland Garros   | 1R   | 1R   | 1R   | –    | –    | 1R   | 1R   | –    | 0-5 |
| Wimbledon       | 1R   | 3R   | 1R   | –    | –    | 2R   | 1R   | –    | 3-5 |
| US Open         | 1R   | –    | –    | 1R   | –    | 1R   | 2R   | –    | 1-4 |

### Vrouwendubbelspel
| Toernooi        | 1989 |    | 1991 | 1992 | 1993 | 1994 | 1995 | 1996 | 1997 | 1998 | 1999 | 2000 | 2001 | 2002 | w-v |
| --------------- | ---- | -- | ---- | ---- | ---- | ---- | ---- | ---- | ---- | ---- | ---- | ---- | ---- | ---- | --- |
| Australian Open | –    | –  | 1R   | 2R   | 1R   | 1R   | 1R   | 1R   | 2R   | 2R   | 3R   | 2R   | 2R   | 7-11 |     |
| Roland Garros   | –    | –  | 1R   | 1R   | 1R   | –    | 2R   | 2R   | 1R   | 1R   | 1R   | 1R   | 1R   | 2-10 |     |
| Wimbledon       | 1R   | 1R | 1R   | 1R   | 1R   | 1R   | 2R   | 1R   | –    | 2R   | 2R   | 2R   | 1R   | 4-12 |     |
| US Open         | –    | 1R | 2R   | 3R   | 1R   | –    | 3R   | 2R   | 1R   | 1R   | 1R   | 1R   | 1R   | 6-11 |     |

### Gemengd dubbelspel
| Toernooi        | 1996 | 1997 | 1998 | 1999 | 2000 | 2001 | 2002 | w-v |
| --------------- | ---- | ---- | ---- | ---- | ---- | ---- | ---- | --- |
| Australian Open | –    | –    | 1R   | –    | –    | –    | –    | 0-1 |
| Roland Garros   | 1R   | W    | 3R   | 1R   | 1R   | –    | –    | 7-3 |
| Wimbledon       | –    | 3R   | 2R   | 1R   | 2R   | 1R   | 1R   | 4-6 |
| US Open         | –    | 1R   | 1R   | –    | –    | –    | –    | 0-2 |